# Rostam Farrokhzad
Para el personaje de la épica persa del Siglo X Shahnameh o Épica de Reyes, ver Rostam.
Rostam Farrokhzād (en persa: رستم فرخزاد‎) fue un noble iranio de la familia Ispahbudhan, que sirvió como spahbed («jefe del ejército») de las regiones de Adurbadagán y Jorasán durante los reinados de Boran (r. 631–632) y de Yazdegerd III (r. 632–651). Rostam es recordado como una figura histórica, un personaje del poema épico persa Shahnamé, y como un punto de referencia de la mayoría de nacionalistas iraníes.

## Contexto
Rostam era miembro de la Casa de Ispahbudhan, uno de los siete clanes partos; su padre fue Farrukh Hormizd, el spahbed de Adurbadagan y Jorasán, quién era hijo de Vinduyih, tesorero y ministro durante el comienzo del reinado de Cosroes II (r. 591–628), hasta su asesinato en 591 o 594/5 por órdenes de este último, quien quería zafarse de su influencia. Vistahm, el hermano de Vinduyih y spahbed de Jorasán, también era buscado por Cosroes II para ser asesinado, pero logró huir al este, donde inició una revuelta, la cual abarcó la mayoría del imperio, entre 590/1 y 596 o entre 594/5 y 600. Rostam tenía un hermano de nombre Farrukhzad, que estuvo activo en Ctesifonte y disfrutó de un gran estatus allí, al parecer como favorito de Cosroes II. Si bien la patria hereditaria de los Ispahbudhan parece haber sido Jorasán, con el paso del tiempo la familia llegó a gobernar la provincia norteña de Adurbadagán. De ahí que se diga que Rostam haya nacido en Armenia, Adurbadagán, Hamadán, o Rayy.

## Biografía

### La guerra contra los bizantinos y el derrocamiento de Cosroes II

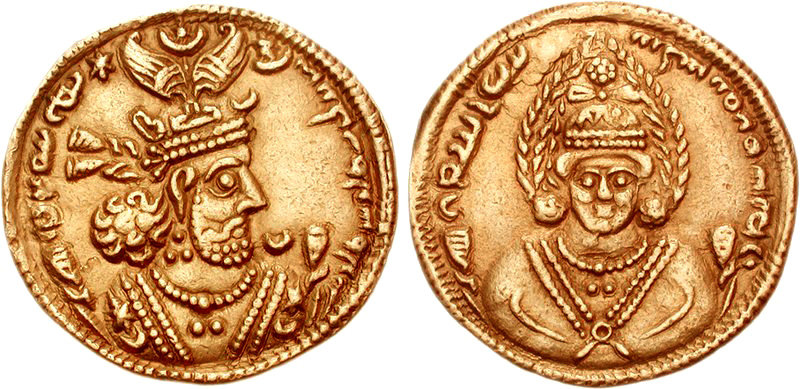
Moneda de Cosroes II.

Durante la última fase de la guerra bizantino-sasánida de 602-628, Rostam y su padre Farrukh Hormizd se rebelaron contra Cosroes II en Adurbadagán, dejando que el emperador bizantino Heraclio entrara a la provincia, donde saqueó varias ciudades, incluyendo el templo de Adur Gushnasp.
En 628, las familias feudales de Irán se amotinaron en secreto contra Cosroes II; Siroes, el hijo de Cosroes fue liberado brevemente por las familias feudales, incluyendo a la familia Ispahbudhan representada por Farrukh Hormizd, una rama de la familia Mihran representada por Sharvaraz; la facción armenia representada por Varaztirots II Bagratuni, y la familia Kanarangiyan representada por Kanadbak. En febrero, Siroes, junto con Aspad Gushnasp, capturó Ctesifonte y encarceló a Cosroes. Siroes se proclamó entonces como rey del imperio el 25 de febrero, asumiendo el nombre dinástico de "Kavad II". Kavad ordenó entonces a su gran visir (wuzurg framadar) Piruz Cosroes que ejecutara a todos sus hermanos y medios-hermanos, incluyendo al hijo y heredero favorito de Cosroes, Mardanshah. Tres días después, Kavad ordenó a Mihr Hormozd ejecutar a su padre. Con el acuerdo de los nobles del imperio sasánida, Kavad II acordó entonces la paz con Heraclio. Luego tomó todas las propiedades de Farrukhzad y le puso bajo arresto en Istajr.

### La guerra civil sasánida de 628-632
Tras la pérdida de territorio requerida por el tratado de paz, Farrukh Hormizd, junto con Rostam y Farrukhzad, formó un estado independiente dentro de la parte del norte del imperio sasánida, que llegó a conocerse como la facción Pahlav (parta). Piruz Cosroes también formó un estado independiente en el sur de Irán, que se conoció como la facción Parsig (persa). Esto dividió los recursos del país, lo que resultó en una plaga devastadora en las provincias occidentales de Irán, matando a la mitad de la población junto con Kavad II quien fue sucedido por su hijo de ocho años Ardacher III.
Durante el reinado de Azarmedukht, Farrukh Hormizd, con el propósito de fortalecer su autoridad y crear un modus vivendi armonioso entre las familias Pahlav y Parsig, le pidió a Azarmedukht (quién era una nominada Parsig) que se casara con él. No osando rehusarse, ella ordenó su asesinato con la ayuda del aristócrata de la casa de Mihran Siyavakhsh, que era nieto de Bahram Chobin, el famoso comandante militar (spahbed) y sah de Irán por un breve tiempo. Rostam, quien en aquel tiempo estaba estacionado en Jorasán, le sucedió como líder de los Pahlav. Para vengar su padre marchó a Ctesifonte, en palabras del historiador del siglo IX Sayf ibn Umar, "derrotando a cada ejército de Azarmedukht que encontró a su paso". Derrotó luego a las tropas de Siyavakhsh en Ctesifonte y capturó la ciudad. Azarmedukht fue poco después cegada y asesinada por Rostam, quién restauró a Boran al trono en junio de 631. Boran se quejó ante él por el estado del imperio, que se encontraba en aquel momento en un estado de fragilidad y declinamiento. Se dice que le invitó a administrar sus asuntos, y de tal forma le permitió asumir el poder en general.
Se dice que se llegó a un arreglo entre las familias de Boran y Rostam: según Sayf, enunciaba que la reina le "confiaría [esto es, a Rostam] el gobierno por diez años,” y a ese punto la soberanía regresaría "a la familia de la casa de Sasan si encontraban a cualquiera de sus descendientes hombres, y si no, entonces a sus mujeres". Boran consideró que el acuerdo era apropiado, e hizo que las facciones del país fueran convocadas (incluyendo a la Parsig), para declarar a Rostam como líder del país y comandante militar. La facción Parsig estuvo de acuerdo, y a Piruz Cosroes se le confió administrar el país junto a Rostam. Los Parsig estuvieron de acuerdo en trabajar con los Pahlav debido a la fragilidad y declinamiento de Irán, y también porque sus colaboradores Mihranidas habían sido temporalmente derrotados por Rostam. Sin embargo, la cooperación entre los Parsig y los Pahlav duraría muy poco, debido a las condiciones desiguales entre las dos facciones, teniendo la facción de Rostam una porción mucho más significativa del poder con la aprobación de Boran.
Durante el año siguiente estalló una revuelta en Ctesifonte. Mientras el ejército imperial estaba ocupado en otros asuntos, los Parsig, descontentos con la regencia de Rostam, llamaron al derrocamiento de Boran y al regreso de la prominente figura Parsig Bahman Jaduya, a quien ella había despedido. Boran fue asesinada poco después, presuntamente estrangulada por Piruz Cosroes. De esta forma, regresaron las hostilidades entre las dos facciones. No mucho después, Rostam y Piruz Cosroes fueron amenazados por sus propios hombres, quienes se habían empezado a alarmar por el estado en caída del país. Rostam y Piruz Cosroes acordaron pues trabajar en conjunto una vez más, instalando al sobrino de Boran Yazdgerd III (r. 632-651) en el trono, y poniendo punto final así a la guerra civil.

### La invasión árabe del imperio sasánida
A lo largo de este periodo la gran expansión de los ejércitos árabes musulmanes había estado lentamente penetrando las fronteras suroccidentales bajo el mando del califa Úmar ibn al-Jattab. Los persas habían bloqueado repetidamente este avance y en 634 el ejército del Califa sufrió una derrota que parecía decisiva en la Batalla del Puente. Sin embargo, el general sasánida Bahman Jaduya, recibió órdenes de Rostam de regresar a Ctesifonte para poner fin a una revuelta en su propia capital. Las fuerzas del califa Úmar se retiraron, sólo para lanzar un exitoso asalto tres años después.

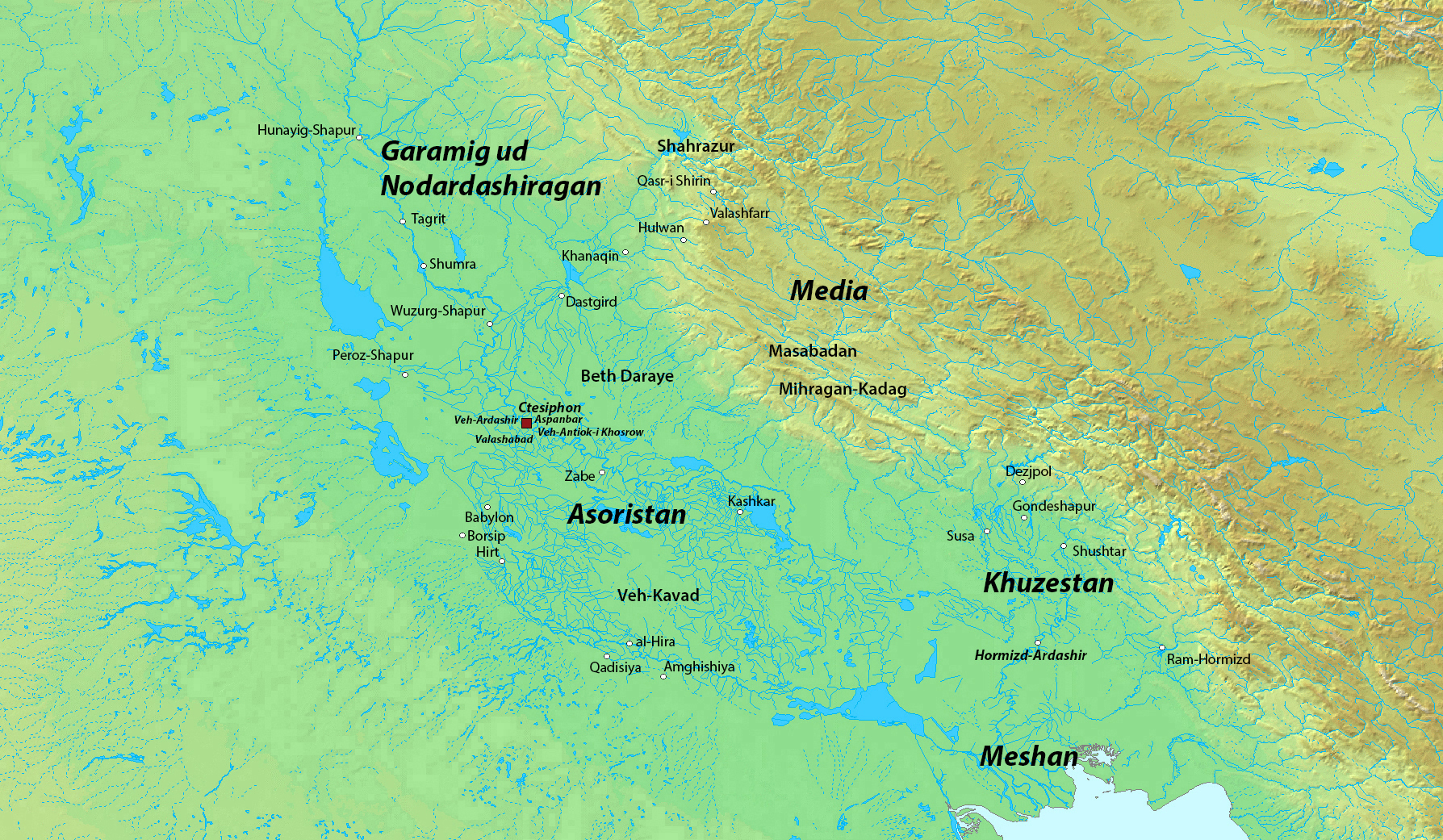
Mapa de Mesopotamia sasánida y sus alrededores.

En 636, Yazdgerd III ordenó a Rostam Farrokhzad derrotar a los árabes musulmanes que invadían Irán y le dijo: «Sóis hoy el hombre [más prominente] entre los iraníes. Ves que las personas de Irán no han enfrentado una situación así desde que la familia de Ardacher I asumió el poder». Yazdgerd dijo entonces: «los árabes y sus proezas desde que acamparon en Qadisiyyah y... lo que han padecido en sus manos los iraníes».
Rostam le respondió entonces diciéndole que los árabes eran una «manada de lobos, cayendo sobre pastores tranquilos y aniquilándoles».
Sin embargo, Yazdgerd argumentó con él diciéndole: «no es así. Puse esta pregunta en vos, con la expectativa de que les describieras claramente y que entonces pudiera yo reforzaros de modo que pudieses actuar según la [situación real]. Pero no dijiste lo correcto». Yazdegerd «entonces comparó a los árabes con una águila mirando desde arriba una montaña en que las aves tomaban refugio por las noches y permanecían en sus nidos a sus pies. En la mañana los pájaros reconocieron que el águila les estaba predando. Siempre que un pájaro se separaba del resto, el águila le arrebataba. Cuándo las aves le vieron [haciendo esto], no alzaron el vuelo por miedo... Si hubiesen alzado el vuelo todos a la vez, le habrían repelido. Lo peor que les podía pasar era que todos huirían salvo uno. Pero si cada grupo actuado a su vez y alzaba el vuelo por separado, todos perecían. Esta era la similitud entre ellos y los iraníes».
Rostam, sin embargo, no estuvo de acuerdo con Yazdgerd y le dijo: «Oh, rey, dejadme [actuar a mi manera]. Los árabes aún temen a los iraníes en tanto no los agites contra mí. Es de esperarse que mi buena fortuna buena durará y que Dios nos salvará del problema». Rostam dijo luego: «Deberíamos emplear el ardid correcto», insistió. «En la guerra, la paciencia es superior a la prisa, y el orden del día es ahora la paciencia. Enfrentar a un ejército después de otro es mejor que una sola [y total] derrota y es también más difícil para nuestro enemigo». Yazdgerd, no obstante, era demasiado joven y terco para escuchar a Rostam.

Antes de que los árabes musulmanes y los sasánidas se enfrentaran en batalla, Rostam intentó negociar con los árabes. Por tanto les envió una carta que decía: 
 «En presencia del Señor puro del mundo no podemos pararnos sin miedo y reverencia, pues es a través suyo que los cielos cambiantes resisten y todo sus gobierno es justicia y caridad. Que haya bendiciones de él sobre el monarca que es el adorno de su corona, trono y sello, quien por su Farr (esplendor divino) mantiene al Ahrimán [el espíritu del mal] embelesado, el señor de la espada y la sublime corona. Este deplorable desahogo ha ocurrido y por ningún propósito ha pasado esta cosa dolorosa, esta lucha. Decidme esto, ¿quién es vuestro rey? ¿Qué hombre sois y cuál vuestra religión y forma de vida? ¿Sobre quién buscáis ganar, vos, comandante desnudo de un ejército desnudo? Con una hogaza estáis satisfecho pero seguís con hambre. No tenéis elefantes ni plataformas, ni equipajes ni equipos. La simple existencia en Irán sería suficiente para vos, pues corona y anillo pertenecen a otro, uno que posee elefantes y tesoros, Farr y rango sublime. Sus antepasados de ancestro a ancestro han sido todos reyes famosos. Cuando él es visible, no hay luna en el cielo. No hay monarca de su estatura en la tierra. Cuando ríe en un festín con sus labios abiertos y sus dientes brillando como plata, revela qué es el rescate de un jefe árabe sin pérdida alguno de su tesoro. Sus perros, panteras y halcones suman doce mil, todos ataviados de campanas y aretes dorados. De una dieta de leche de camello y lagartos los árabes han llegado incluso a aspirar al trono kayánida. ¿No hay vergüenza en vuestros ojos?" ¿No yacen sentimiento u honor en el camino de vuestra sabiduría? Con un semblante como el vuestro, con tal parto, tales sentimientos y espíritu, ¿aspiráis a tal corona y tal trono? Si buscáis poseer alguna porción del mundo no harás afirmaciones petulantes. Enviadnos a algún hombre que hable por vos, alguien de experiencia, un guerrero de entendimiento, del tipo que nos pueda decir cuál es vuestra religión y quién vuestro guía sobre el trono real. Enviaré un caballero al Shah pidiéndole que os conceda lo que deseáis. Y ahora no intentéis hacer la guerra contra un monarca tan grande, pues es en sus manos que yacerá el resultado. Observad bien los contenidos de su carta llena de buen consejo; no vendáis los ojos y los oídos a la sabiduría». 
Tras haber leído la carta, los árabes hicieron como les pidió Rostam y enviaron un hombre de nombre Zuhrah. Sin embargo, las negociaciones con él no prosperaron, lo que hizo a Rostam pedir otro mensajero, y así pues un hombre llamado Mughirah ibn Shubah fue enviado. Rostam entonces le dijo a Mughirah: "Estamos firmemente establecidos en la tierra, victoriosos sobre nuestros enemigos, y nobles entre las naciones. Ninguno de los reyes tiene nuestro poder, honor, dominio." Mientras Rostam hablaba, Mughirah le interrumpió diciendo: "Si necesitáis nuestra protección, entonces ponéos bajo nuestra protección, y pagad el impuesto al sufragio con humildad; de otra forma, será la espada." Sintiéndose grandemente insultado y enojado, Rostam amenazó a Mughirah y le dijo: "El alba no llegará a vos mañana antes de que os mate a todos".
Mientras Rostam se preparaba para enfrentar al ejército árabe, escribió una carta a su hermano Farrukhzad, pidiéndole reunir un ejército e ir a Azerbaiyán donde debía orar por él. Rostam también le recordó a Farrukhzad que Yazdgerd III era el único legado que quedaba de los sasánidas. Rostam entonces partió de Ctesifonte a la cabeza de un gran ejército sasánida a confrontar al ejército árabe-musulmán del califa Úmar en el banco occidental del Éufrates en las llanuras de al-Qādisiyya, una ciudad ahora abandonada en del sur Mesopotamia, al suroeste de Hilla y de Kufa en Irak.

### Muerte
Hay muchas descripciones detallando la muerte de Rostam, pero todas afirman que pereció durante la batalla. 
Una descripción afirma que Rostam fue encontrado sin vida en medio de la tormenta de arena con más de 600 heridas en el cuerpo. Sin embargo, los persas no eran conscientes de su muerte y siguieron luchando. El ala derecha sasánida contraatacó y ganó su posición perdida, mientras el ala izquierda de los musulmanes se retiraba a su posición original. El centro izquierda de los musulmanes, ahora bajo el mando de Qa'qa, retrocedió también a su posición original cuando se le negó el soporte a su ala izquierda. Una versión de Ya'qubi elabora aún más, afirmando que Dhiraar ibn Al-Azwar, Tulayha, Amru bin Ma'adi Yakrib y Kurt ibn Jammah al-Abdi fueron los hombres que descubrieron el cadáver de Rostam.
Dos narrativas adicionales existen también, pero se ha sugerido de ambas que probablemente sean invenciones poco confiables de narradores posteriores intentando burlarse de y romantizar el incidente, respectivamente. Son:
1. Durante el día final de la batalla, había una pesada tormenta de arena enfrentando al ejército sasánida. Rostam utilizó un camello cargado con armas como refugio para evitar la tormenta. No sabiendo que Rostam estaba detrás, Hilāl ibn `Ullafah cortó accidentalmente el cinto de la carga del camello. Las armas cayeron encima a Rostam y le rompieron la espalda dejándole medio muerto y paralizado. Hilal decapitó a Rostam y gritó " Juro por el Dios de la Kaaba que he matado a Rostam." Impresionados de ver la cabeza de su legendario líder colgando ante sus ojos, los soldados sasánidas se desmoralizaron y los comandantes perdieron el control del ejército. Muchos soldados sasánidas murieron en el caos, algunos huyeron a través del río, y finalmente el resto del ejército se rindió. Sin embargo, debido a la presencia de incongruencias, dispositivos literarios, y elementos comédicos, se ha sido sugerido que esta descripción es poco confiable y altamente improbable, e incluso la identidad del soldado árabe que le dio el golpe de gracia es discutida.[11]
2. Una segunda descripción, probablemente desarrollada en respuesta a la primera, en cambio muestra a Rostam enfrentando al comandante árabe, Sa'd, en combate personal. Durante la lucha, Rostam es temporalmente cegado por la tormenta de arena, lo que le da a su adversario una oportunidad de golpear y matarle.

### Consecuencias
La derrota del ejército de Rostam desmoralizó fuertemente a las gentes del imperio sasánida. Pronto, después de la muerte de Rostam, muchos más veteranos sasánidas fueron asesinados, incluyendo a Piruz Cosroes, Shahrvaraz Jadhuyih, Mardanshah en 642, y Siyavakhsh y Muta de Dailam en 643. En 651, Yazdgerd III fue asesinado por Mahuy Suri, y los árabes conquistaron Jorasán poco después.

## Personalidad y habilidades
El Shahnamé le describe como: «Sagaz, belicoso y uno que había sido conquistador. Era un calculador de las estrellas, de gran percepción; y escuchaba profundamente a lo que sus asesores aconsejaban».
Christensen le describe como: «Un hombre dotado de energía extraordinaria, un buen administrador y un buen general».